# Hombres de Ley
Hombre de Ley. ¡El criminal siempre pierde! fue una revista de historietas lanzada por la Editorial Creo en 1961, la última de sus producciones.

## Contenido
En cada número, se incluía una serie de "continuará" más otra autoconclusiva con el título de ¿Quién es el culpable?. Esta última planteaba un enigma, con premios para el lector que lo resolviese.

## Valoración
A pesar de su originalidad, muestra cierto descuido, evidencia del declinar de la editorial.